# Подкорытов, Василий Николаевич
Василий Николаевич Подкорытов (род. 11 января 1994, Лениногорск, Восточно-Казахстанская область) — казахстанский биатлонист.

## Карьера
Родился в г. Риддер. Биатлоном начал заниматься с детства. Личный тренер - Н.И. Голота. В 2012 году биатлонист выиграл юношеский чемпионат Казахстана по биатлону и отобрался на юниорское первенство планеты. На нём Подкорытов занял 4-е место в эстафете. В следующем году он снова принимал участие на чемпионате мира.
В 2013 году Василий Подкорытов был включен в основную сборную Казахстана. 23 ноября спортсмен дебютировал в розыгрыше Кубка IBU на этапе в шведском Идре. Допустив 1 промах, Подкорытов занял 81-е место. В дальнейшем биатлонист продолжил выступать в кубке IBU.
28 января 2014 года к Василию Подкорытову пришёл первый успех на взрослом уровне. Он завоевал бронзовую медаль на Чемпионате Азии по биатлону в спринте.
Спортсмен считался одним из самых перспективных биатлонистов в своей стране.